# Narrativa moldura
Narrativa moldura é uma técnica narrativa que se refere ao processo de inserir, dentro de uma história inicial, uma outra história. Geralmente se tem como objetivo apresentar uma história introdutória como maneira de enfatizar uma segunda narrativa ou um conjunto de contos. A narrativa moldura encaminha os leitores de uma primeira história para outra, menor (ou várias) dentro dela.
Na literatura universal, exemplos clássicos da narrativa moldura são as Mil e Uma Noites e o Decamerão.

## Origem
As mais antigas narrativas molduras conhecidas estão preservadas no Papiro Westcar. Outros exemplos são do primeiro milênio DC na Índia antiga, aonde os épicos Sânscritos Mahabharata, Ramayana, Panchatantra de Vishnu Sarma, Sete Sábios de Syntipas [en] e a coleção de fábulas Hitopadesha [en] e Baital Pachisi [en] foram escritas.